# Lángoló vidék
A Langoló vidék (eredeti cím: Fire Country) egy amerikai dráma televíziós sorozat, amelynek premierje 2022. október 7-én volt a CBS-en. A sorozatot Max Thieriot, Tony Phelan és Joan Rater alkotta meg, és a történet egy fiatal fogoly, Bode Donovan életét követi nyomon, aki egy rehabilitációs program keretében tűzoltóként vesz részt Kalifornia hatalmas erdőtüzeinek oltásában. A sorozat gyorsan népszerűvé vált, köszönhetően az érzelmes karakterdrámáknak, a lenyűgöző akciójeleneteknek és a közösség fontosságát hangsúlyozó történetnek. Magyarországon 2024 szeptemberében mutatták be a TV2-n, ahol szintén nagy sikert aratott, különösen az érintett társadalmi kérdéseket feszegető témáival. A széria a kritikusoktól is elismerést kapott, és több díjra jelölték, különösen a karakterábrázolás és a vizuális effektek terén. A sorozat jelenleg több évaddal rendelkezik, és a folytatása is tervben van, mivel a közönség lelkesedése továbbra is töretlen.
A sorozat nemcsak a tűzoltók mindennapi küzdelmeit és a természeti katasztrófák elleni harcot mutatja be, hanem mély emberi történeteket is feltár. Bode Donovan karaktere különösen összetett, hiszen a rehabilitációs programban való részvétele nemcsak a szabadulás reményét kínálja számára, hanem lehetőséget nyújt arra is, hogy helyrehozza a múltbeli hibáit és újraépítse kapcsolatát családjával.
A sorozat érdekessége, hogy a készítők igyekeztek valósághűen bemutatni a kaliforniai erdőtüzek elleni küzdelem kihívásait, és a forgatások során szakértő tűzoltók segítségét is igénybe vették, hogy hitelesen ábrázolják a tűzoltók mindennapi életét. A látványos akciójelenetek és a drámai fordulatok mellett a sorozat hangsúlyozza a csapatmunka és az emberi szolidaritás fontosságát.
A magyar közönség is gyorsan megkedvelte a sorozatot, hiszen a drámai cselekmény és az akciódús jelenetek mellett olyan egyetemes témákat érint, mint a bűn és bűnhődés, a megbocsátás és az újrakezdés lehetősége. A Langoló vidék továbbra is népszerű választás a nézők körében, és a TV2 műsorstruktúrájának egyik meghatározó eleme lett.

## Cselekmény
A sorozat középpontjában Bode Donovan áll, egy fiatal fogoly, aki lehetőséget kap arra, hogy részt vegyen a Cal Fire programjában, amely fogvatartottakat képez ki tűzoltónak, hogy hatalmas erdőtüzek megfékezésében segítsenek Kalifornia államban. A program keretében Bode visszatér szülővárosába, ahol múltbéli kapcsolatokkal kell szembenéznie, miközben régi barátaival, a helyi elit tűzoltóegységekkel és más fogvatartottakkal dolgozik együtt. Az erdőtüzekkel szembeni küzdelem során a sorozat bemutatja Bode személyes fejlődését, a múltjával való megbékélését és a közösség szolgálatában végzett hősies erőfeszítéseit.

## Szereplők
| Szereplő neve  | Színész          | Magyar hangja     |
| -------------- | ---------------- | ----------------- |
| Bode Donovan   | Max Thieriot     | Csiby Gergely     |
| Manny Perez    | Kevin Alejandro  | Tokaji Csaba      |
| Jake Crawford  | Jordan Calloway  | Penke Bence       |
| Gabriela Perez | Stephanie Arcila | Pekár Adrienn     |
| Eve Edwards    | Jules Latimer    | Kis-Kovács Luca   |
| Sharon Leone   | Diane Farr       | Farkasinszky Edit |
| Vince Leone    | Billy Burke      | Kálid Artúr       |
| Freddy Mills   | W. Tré Davis     | Hám Bertalan      |
| Cory Walters   | Ty Olsson        | Kapácsy Miklós    |

## Évados áttekintés
| Évad | Évad | Epizódok | Eredeti sugárzás  | Eredeti sugárzás  | Eredeti adó       | Magyar sugárzás      | Magyar sugárzás   | Magyar adó |
| Évad | Évad | Epizódok | Évadpremier       | Évadfinálé        | Eredeti adó       | Évadpremier          | Évadfinálé        | Magyar adó |
| ---- | ---- | -------- | ----------------- | ----------------- | ----------------- | -------------------- | ----------------- | ---------- |
|      | 1    | 22       | 2022. október 7.  | 2023. május 19.   |                   | 2024. szeptember 23. | 2024. október 22. |            |
|      | 2    | 10       | 2024. február 16. | 2024. május 17.   | 2024. október 24. | 2024. november 7.    |                   |            |
|      | 3    | 20       | 2024. október 18. | 2025. április 25. |                   |                      |                   |            |
|      | 4    |          | 2025. október 17. | 2026.             |                   |                      |                   |            |